# Blues Power
Blues Power er er dansk blues-rockband som blev oprettet i 1970 og bestod af Lone Kellermann, Torben Moe, Ralf Wissing, Peter Rifsdal og Gert Larsen.